# Антиєвропеїзм
Антиєвропеїзм і єврофобії політичні терміни, використовувані в різних контекстах, що передбачає почуття або політика в опозиції до Європі.
У контексті расової чи етнонаціоналістичної політики це може стосуватися культури або народів Європи. У скороченні слова "Європа" (британське вживання, що виступає за Європейський Союз чи європейську інтеграцію), це може стосуватися євроскептицизму, критики політики європейських урядів або Європейського Союзу.  У контексті зовнішньої політики Сполучених Штатів він може стосуватися геополітичного розриву між " трансатлантичними ", "прозорими" та "півсферичними" (панамериканськими) відносинами.
Ці терміни можуть також використовуватися по-різному в контексті критики різної поведінки, як правило, історичної, розглядається як колоніалістська, імперіалістична чи геноцидна, як негативний стереотип та упередження, пов'язані з Європою, як моральне твердження протистояння притаманному негативному, що йде з Європою.

## Британське використання
"Єврофобія" використовується у відношенні Британії до континенту або в контексті антинімецьких настроїв, або антикатолицизму  або, нещодавно, євроскептицизму у Сполученому Королівстві. 

## Використання в США
Американська винятковість у Сполучених Штатах  давно призвела до критики європейської внутрішньої політики (наприклад, розміру соціальної держави в європейських країнах)  та зовнішньої політики (наприклад, європейських країн, які не підтримували США, очолювані 2003 вторгнення в Ірак ).  Ідеологічний розкол між пошаною до європейського нафтопереробного заводу та класики та новим антифранцузьким та антиєвропейським настроям вже зіграв певну роль між Джоном Адамсом, Олександром Гамільтоном та їхніми колегами-федералістами та Томасом Джефферсоном та іншими демократичними республіканцями, які закликають до більш тісних зв'язків. 